# Пршибислав
Прши́бислав (чеш. Přibyslav, нем. Primislau) — город в Чехии (край Высочина, район Гавличкув-Брод). Расположен на реке Сазаве. Население около 4 000 человек (2005).

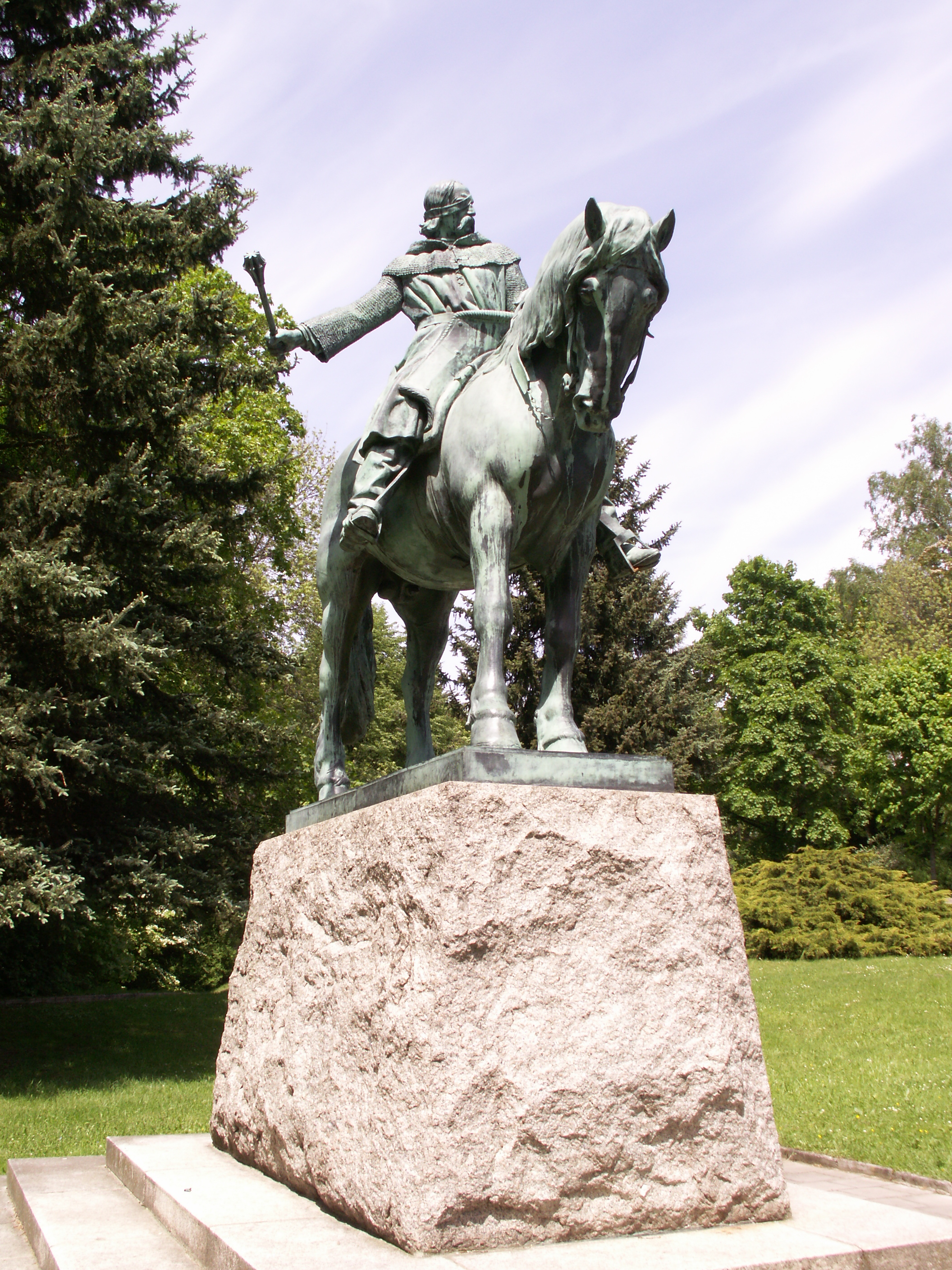
Памятник Яну Жижке

## История
Впервые упоминается в письменных источниках в середине XIII века, когда чешский король Вацлав I даровал Пршибиславу права города. В XV веке в окрестностях Пршибислава разворачивались события гуситских войн; здесь умер Ян Жижка.

## Достопримечательности
Среди достопримечательностей Пршибислава — готический собор (1497), замок эпохи Возрождения (1560), бывший женский монастырь (1692), барочный костёл Иоанна Крестителя (1753).

## Население
| 1869  | 1880  | 1890  | 1900  | 1910  | 1921  | 1930  | 1950  | 1961  |
| ----- | ----- | ----- | ----- | ----- | ----- | ----- | ----- | ----- |
| 3857  | ↗4088 | ↘4009 | ↗4086 | ↗4200 | ↘3859 | ↘3732 | ↗3933 | ↗3953 |
| 1970  | 1980  | 1991  | 2001  | 2014  | 2016  | 2017  | 2018  | 2019  |
| ↘3893 | ↗4049 | ↘4028 | ↘3982 | ↗4002 | ↗4020 | ↗4022 | ↘4015 | ↘4012 |
| 2020  | 2021  | 2021  | 2022  | 2023  | 2024  |       |       |       |
| ↘3991 | ↘3989 | ↘3823 | ↗3957 | ↗4004 | ↗4041 |       |       |       |

## Города-побратимы
- Мок-эн-Мидделар, Нидерланды
- Слиач, Словакия